# Marian Hooper Adams

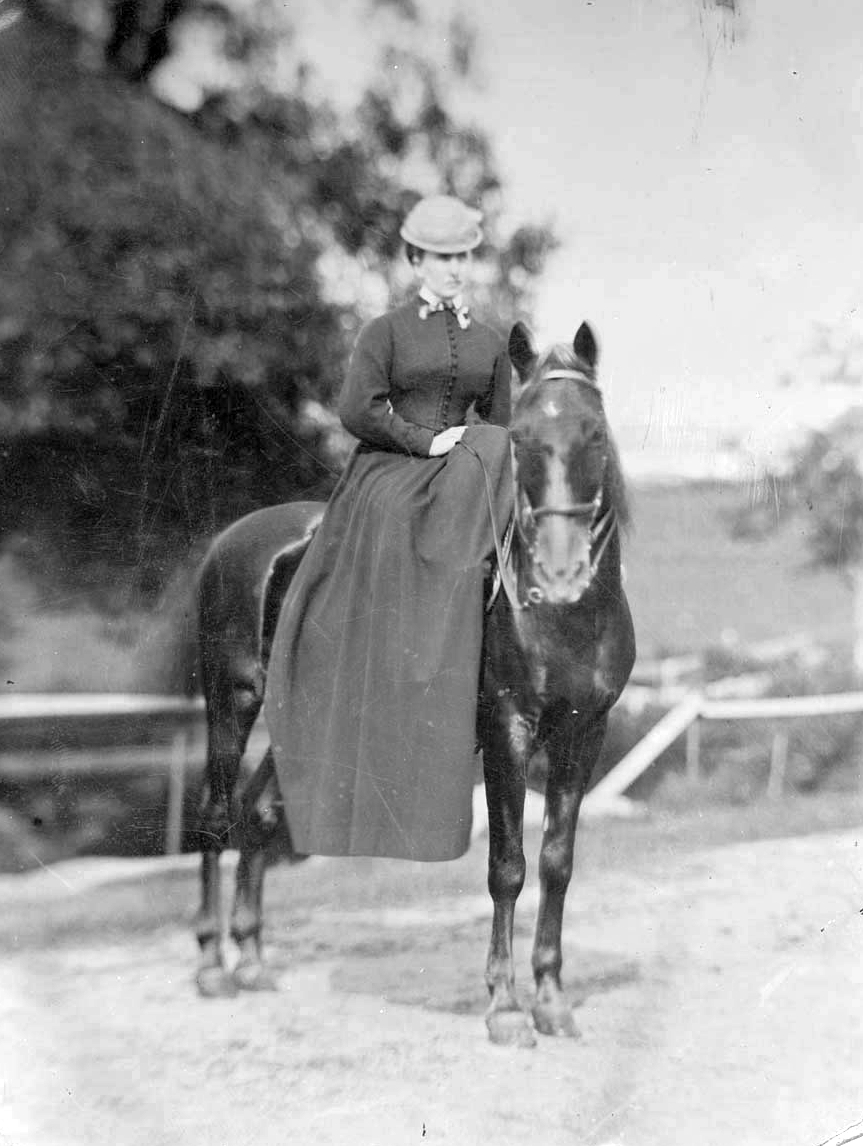
Marian Hooper Adams, 1869

Marian Hooper Adams (* 13. September 1843 in Boston; † 6. Dezember 1885 in Washington, D.C.) war eine amerikanische High-Society-Lady der Washingtoner Gesellschaft und Hobbyfotografin.

## Leben
Marian Hooper war die Tochter des Augenarztes Robert William Hooper (1810–1885) und seiner Ehefrau Ellen Sturgis (1812–1848). Ihr Großvater mütterlicherseits war der Kaufmann William Sturgis, ein Pionier im Boston-China-Handel. Innerhalb der Familie wurde sie Clover gerufen.

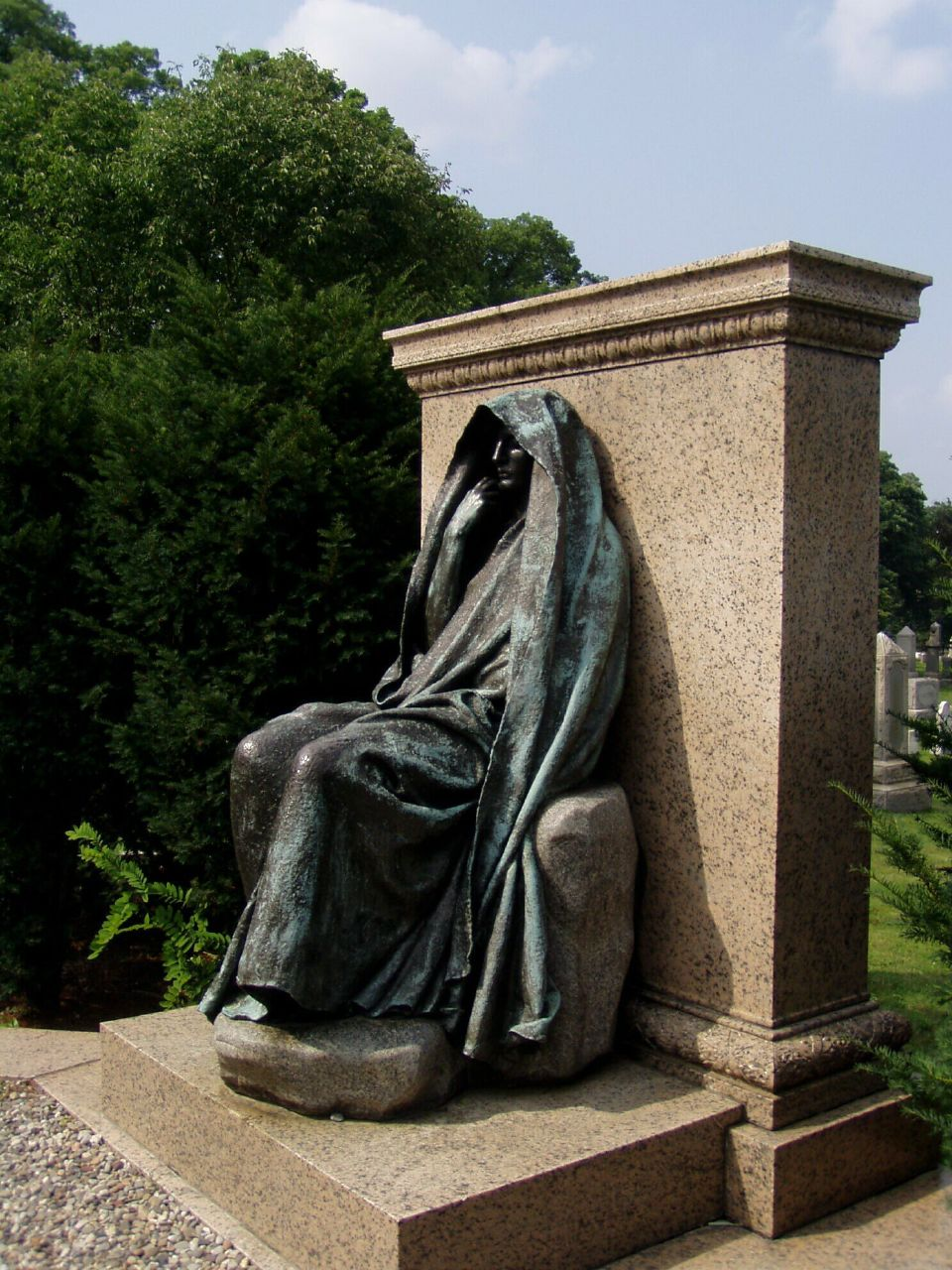
Augustus Saint-Gaudens: The Adams Memorial, 1886

Während des Bürgerkriegs engagierte sich Hooper aktiv in der United States Sanitary Commission.
Am 27. Juni 1872 heiratete Marian Hooper in Boston den Historiker und Kulturphilosophen Henry Adams (1838–1918), ältester Sohn des Politikers Charles Francis Adams, Sr. Nach den Flitterwochen in Europa lebte das junge Paar in Boston. 1877 zogen sie nach Washington, wo sie zur Grand Dame der Washingtoner Gesellschaft avancierte. Marian Adams soll den Schriftsteller Henry James zu zwei seiner Novellen, Daisy Miller (1878) und The Portrait of a Lady (1881), inspiriert haben.
Die Briefe an ihren Vater und ihre späteren Fotografien zwischen 1883 und 1885 geben einen Einblick in das Leben der Frauen im ausgehenden 19. Jahrhundert. Sie schrieb auch einige Artikel über die Fotografie, die in der The Washington Post veröffentlicht wurden. Nach dem Tod ihres Vaters litt sie öfter an psychischer Niedergeschlagenheit (Depressionen) – im Dezember 1885 fand ihr Mann sie tot vor dem Kamin sitzend.
Nach dem Tod seiner Ehefrau gab Henry Adams dem Bildhauer Augustus Saint-Gaudens das bekannte Adams Memorial auf dem Friedhof Rock Creek Cemetery in Washington in Auftrag.
Fotografien von ihr befinden sich heute im Besitz der Massachusetts Historical Society.